# Haditechnika az első világháborúban
Az első világháború egyik jellegzetessége volt, hogy 20. századi technológiát használó hadseregek csaptak össze 19. századi elvek alapján. Egyik fél hadvezetése sem tudott még alkalmazkodni az új fegyverekhez, és nem is láthatták előre, nem is tudtak ezért alkalmazkodni a főleg a nyugati frontra jellemző állóháború követelményeihez. A szemben álló hadseregek létszámából is következett, hogy hatalmas veszteségeket szenvedtek a szemben álló felek.

## A haditechnika története
1917-re többé-kevésbé sikerült a hadviselő feleknek a technikai vívmányokat integrálni, a taktikai és stratégiai elveket némileg korszerűsíteni. Egyre jobban elterjedt a drót nélküli hírközlés, megjelentek az első harckocsik, egyre szélesebb körben alkalmazták a repülőgépeket és nemutolsósorban átszervezték a tömeghadseregeket. Ennek egyik következménye, hogy míg korábban a kb. 100 főt kitevő század volt az alapvető harcászati alegység, a háború vége felé a 10-12 főből álló szakaszok, egy tiszthelyettes irányítása alatt, is képessé váltak a manőverek végrehajtására.
A tüzérség is robbanásszerű fejlődésen ment át. 1914-ben a háború kezdetén a tüzérségi eszközöket a frontvonalba vagy közvetlenül mögé helyezték el, ahonnan közvetlen irányzással támadták az ellenséget. 1917-re általánossá vált a mélységben elhelyezett, közvetett irányzású tüzérség, amelyet a levegőből vagy előretolt megfigyelőállásokból irányítottak. Nem volt ritka, hogy géppuskák és mozsarak is közvetett irányzással tüzeltek. Fejlődtek az ellenséges tüzérség elhárításának eszközei is, a tüzérségi megfigyelők, repülők, nem ritkán pedig az ágyúk hangja alapján mérték be helyzetüket, és semlegesítették azokat.
Németország ebben a tekintetben jóval a szövetségesek előtt járt, mivel a háború elején 150 és 210 mm-es tüzérségi eszközök álltak rendelkezésükre, míg a francia hadsereg és a Brit Expedíciós Haderő csak 75 és 105 mm-es ágyúkkal rendelkeztek. A briteknek volt egy 152 mm-es tarackja, de olyan nehéz volt, hogy darabokban kellett szállítani és a tüzelőállásban lehetett csak összeszerelni. A németek rendelkeztek osztrák (Skoda típusú) nehézfegyverzettel is, amelynek űrmérete 305 és 420 mm volt, illetve a lövészárok-hadviselésben kiválóan alkalmazható aknavetőkkel (minenwerfer). A németek a Haber-féle ammóniaszintézist használták a lőpor előállítására, így a szövetséges blokád ellenére is megfelelő mennyiségű lőszerrel tudták ellátni tüzérségüket. A tüzérség volt felelős a legtöbb halálos áldozatért és sebesülésért, a fejsérülések kiemelkedően nagy száma ösztönözte arra a harcoló feleket, hogy létrehozzák a modern sisakot. 1915-ben a franciák rendszeresítették az Adrian-sisakot, később a britek a Brodie-sisakot (amit az amerikai katonák is átvettek), majd 1916-ban jelent meg a németeknél a jellegzetes Stahlhelm, amelynek továbbfejlesztett formája ma is fellelhető a világ modern hadseregeiben.
A háború legnagyobb tűzerejű szárazföldi fegyverei a vasúti lövegek voltak, amelyek akár több száz tonnát is nyomhattak. A német változatok a Vastag Berta névre hallgattak, és kifejlesztették azt a változatot, amelynek 100 km volt a hatótávolsága és a front mögül képes volt Párizst lőni (igaz a lövedék aránylag könnyű, mindössze 94 kg-os volt).
A háborút, főként a nyugati fronton, a lövészárok-hadviselés jellemezte, ahol súlyos áldozatokat kellett hozni minden egyes elfoglalt méterért. A világtörténelem legvéresebb csatái közül sokat az első világháború során vívtak: Verdun, Somme, Ypres, Gallipoli.
A széles körű és korlátok nélküli kémiai hadviselés volt az első világháború egyik jellegzetessége és a katonák szenvedésének egyik jelentős forrása. Mind a németek, mind a szövetségesek vetettek be mérges gázokat a nyugati fronton, elsősorban klórt, foszfort és mustárgázt. Az első támadások okozta meglepetés után azonban hamarosan kialakultak a hatásos védőeszközök, mint a gázálarc, vagy a szigetelt bunker. Bár a harcok kimenetére nem volt befolyással, a kémiai hadviselés mégis megragadta a hátország képzeletét.

## Új fegyverek fegyvernemek szerint

### Szárazföld

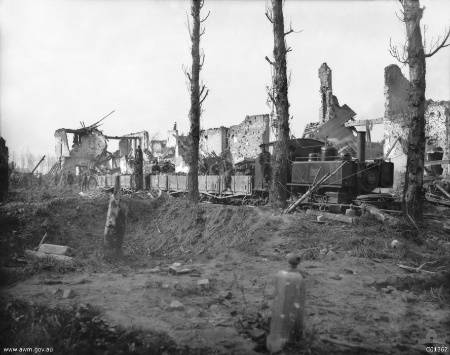
Utánpótlást szállító ausztrál lövészárok-vonat Ypres térségében, 1917.

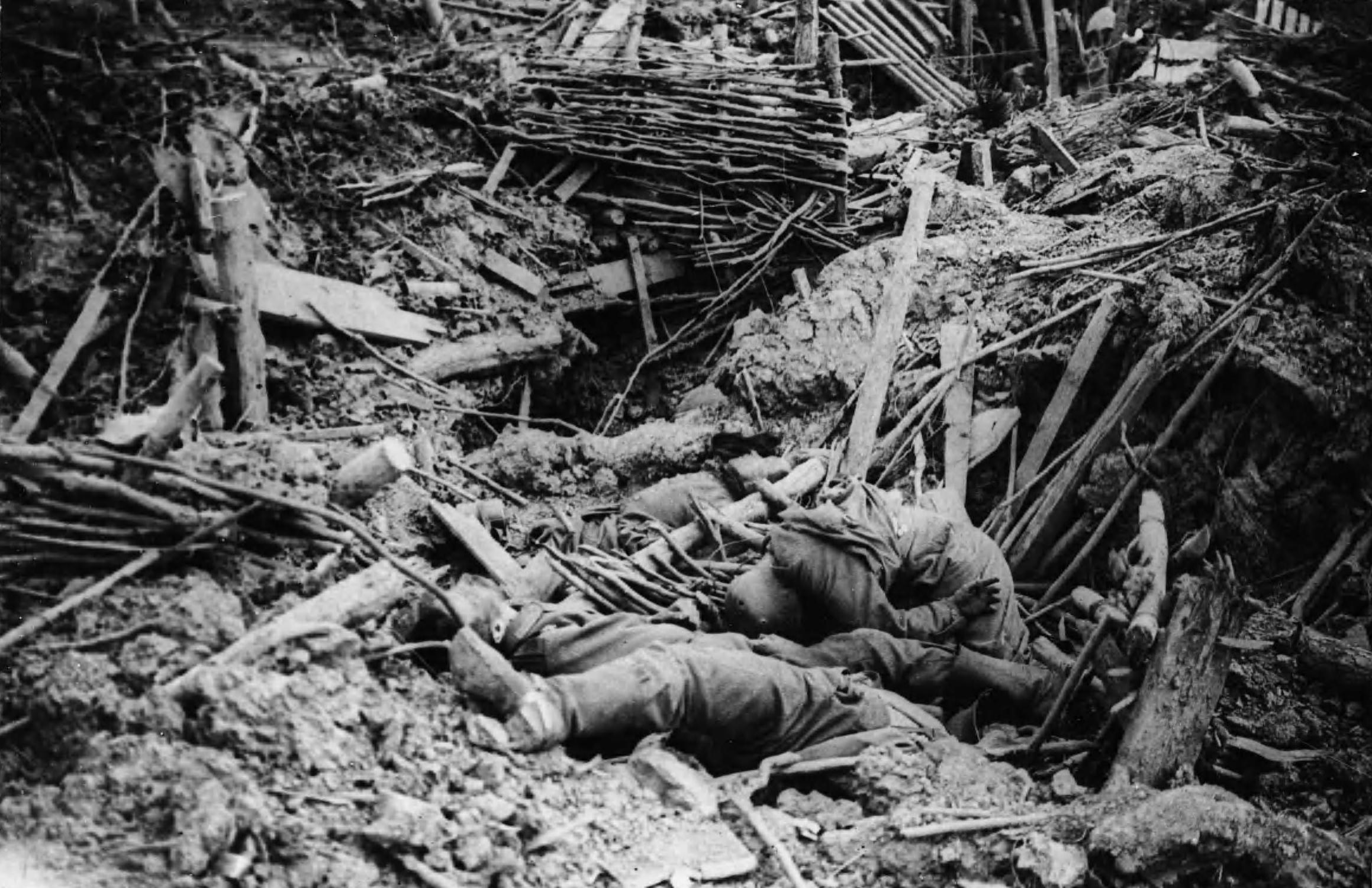
Német lövészárok maradványai egy föld alatti akna felrobbantása után. A messines-i csata során 19 aknát robbantottak fel a britek, a német oldalon a veszteségek elérték a 10 000 főt.

Az első világháború új fegyvereinek tekintünk néhány már korábban megalkotott, de tömeges előállításra és felhasználásra csak ekkor kerülő fegyvert, ezek közül a legfontosabb az aknavető, géppuska, a kézigránát, a lángszóró, a harci gázok és a mesterséges ködösítés.  Mindkét oldalon ismerték, majd az állóháború kialakulásával egyre nagyobb mértékben gyártották és használták fel ezeket.  Kiegyenlítetten alkalmazták valamennyit, így a fegyverzettel való ellátottság arányán ez nem változtatott.
Az antant viszont jelentős előnyre tett szert a döntő jelentőségű új fegyver, a „tank” megalkotásával és alkalmazásával. Noha az első harckocsikat 1916 őszén vetették be az angolok, tervei már az 1914-es állásháború során megformálódtak. Az angolok még a háború elején lánctalpas hordozóra szerelt nehéz mozsarakat vetettek be. Ugyancsak a háború kezdetén páncélautók sorozatgyártásába kezdtek, mert azok kitűnően beváltak a belgiumi harcokban. Mindez már kezdetben a páncélozott mozgó jármű és önhordó löveg szükségességére terelte a figyelmet. Az első harckocsik gyártása teljes titokban folyt. A leplezés érdekében még a munkások is úgy tudták, hogy folyadékot szállító tartályokat (innen a "tank" elnevezés) készítenek a szállítóeszközökben szűkölködő orosz hadsereg számára.
Az első példányok nehéz, 30 tonnás harckocsik voltak, amelyek óránként mindössze 6 km-t haladtak, és újabb üzemanyagtöltés nélkül 20–25 km-t tudtak megtenni. Két fajtájuk volt: a „női” (female), 6 gépfegyver, összesen 16 200 lövéssel, és a „férfi” (male) fajtában 4 gépfegyver 7800 lövéssel és két 57 mm-es ágyú 207 lövedékkel. Az angolok után a franciák is megkezdték a gyártást a nehéz St. Chamond és a könnyű Renault FT–17 járművekkel.
A harci gázok közül a mustárgázt elsőként a németek vetették be az orosz fronton, 1915. január 1-jén, majd Belgiumban, Ypres mellett, április 22-től, hatalmas riadalmat keltve a brit-francia csapatok között. Első védekezésként, a gázálarc előtt, a vízzel vagy vizelettel átitatott zsebkendőt tartották az arcuk elé. Másodikként a foszgén-hatóanyagú harci gázt alkalmaztak tüzérségi lövedékben eljuttatva.
A háború alatt kifejlesztett új fegyverek egyike volt a lángszóró, melyet elsőként a német rohamcsapatok vetettek be, de hamarosan a másik oldalon is megjelent. Harcászati szempontból a lángszórónak nem volt nagy jelentősége, de igen nagy hatást tudott gyakorolni a katonák moráljára, amikor bevetették. Igen veszélyes és nehézkes fegyver volt, és kezelői meglehetősen sebezhetőek voltak, mivel nem tudtak a földre lapulni az ellenséges tűz alatt, egy szerencsés találat hatására viszont az egész üzemanyag felrobbanhatott.
A lövészárok-hadviselés szükségleteinek kielégítésére építették a lövészárok-vasutakat. A heves tüzérségi tűz szinte minden utánpótlási útvonalat megsemmisített a front mindkét oldalán, és nem is lehetett azokat újjáépíteni, viszont minden nap emberek tömegét és jelentős mennyiségű hadianyagot kellett mozgatni a front és a hátország között. A lövészárok-vasutakat ezért építették ki, de végül a belső égésű motorral szerelt teherautók kiszorították őket.

### Levegő

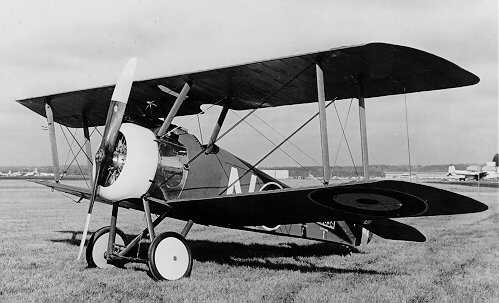
RAF Sopwith Camel. 1917 áprilisában a nyugati frontra vezényelt brit pilóták átlagos túlélési esélye 93 repült óra volt.

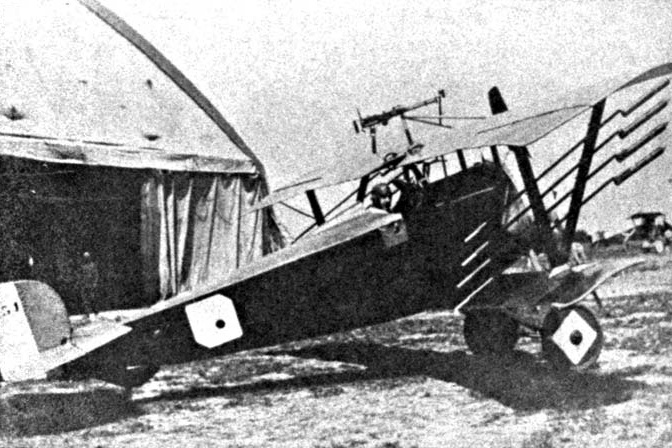
Nieuport 16 repülőgép, amelynek fegyverzete Le Prieur-rakéta volt a tüzérségi megfigyelő léggömbök lelövéséhez.

Merevszárnyú repülőgépeket katonai célra először az olaszok alkalmaztak, 1911. október 23-án az olasz-török háború alatt, Líbiában. A repülőgépeket először csak felderítési feladatok végrehajtására küldték ki, de hamarosan gránátokat is dobáltak az ellenségre, illetve légifelvételeket is készítettek további elemzés céljából. 1914-re minden hadviselő fél meg volt győződve arról, hogy a repülőgépeket be lehet vetni a katonai konfliktusok során. A világháború kezdetén a repülőgépek feladata szintén a felderítésre és a szárazföldi csapatok támogatására korlátozódott. Az ellenséges repülőgépek megsemmisítésére kezdetben a légvédelmi tüzérséget alkalmazták, később kezdődött meg a kimondottan elfogó-vadász célra szánt repülőgépek kifejlesztése. Ezeket követték a stratégiai bombázógépek, bár a németek inkább a Zeppelin-féle léghajókat részesítették előnyben. A háború vége felé került sor a történelem első repülőgép-hordozó anyahajójának hadrendbe állítására, amikor a brit HMS Furious hadihajó Sopwith Camel repülőgépeket tudott felbocsátani, amelyek 1918-ban megsemmisítették a Zeppelinek hangárját Tondernnél. Német mérnökök dolgoztak ki egy olyan új konstrukciót, amely automatikusan úgy ütemezte a gépfegyver tüzét, hogy a golyó mindig az előtte forgó propeller mellett haladt el, hamarosan azonban a britek és franciák is átvették ezt. Az angol-francia repülőgépgyártásban a Nieuport 17 vadászrepülőgéppel, Aisne-nál (Franciaország), 1917-re számszerű fölény alakult ugyan ki ám ezt valamelyest ellensúlyozta a németek Zeppelin léghajó bombatámadásokra alkalmazott változata.
A léggömböket, amelyek magasan a lövészárkok felé tudtak emelkedni, elsősorban felderítési célra alkalmazták, különösen a nyugati fronton, ahol Flandria és Franciaország északi része lapos, különösebb kiemelkedések nélkül. A léggömbben elhelyezkedő megfigyelők az ellenséges csapatok elhelyezkedését, mozgását figyelték, illetve irányították a saját tüzérség tüzét. Személyzetük (leggyakrabban két fő) ejtőernyővel volt felszerelve, hogy ellenséges légitámadás esetén megmenekülhessenek. Az ejtőernyőket a repülők személyzete viszont nem használta, mivel túlságosan nehezek voltak és rontották volna a gépek manőverezőkészségét, emellett a brit hadvezetés úgy vélte, hogy az ejtőernyő csak a gyáva viselkedést bátorítaná szorult helyzetben.
Mivel a léggömbök értékes információkat szolgáltattak, ezért a repülőgépek egyik első számú célpontját jelentették, védekezésül légvédelmi géppuskákat használtak, illetve a saját repülőgépek járőröztek a közelben. A léggömbök elleni támadásra fejlesztették ki először a levegő-levegő rakétákat. A felderítő léggömbök tehát egyszerre járultak hozzá a légihadviselés fejlődéséhez és a frontok megmerevedéséhez (mivel nem lehetett meglepetésszerű támadásokat indítani, illetve nagyon pontosan tudták irányítani a tüzérség tüzét a csapatok összpontosítási vagy támadási körletére.
A háború alatt került sor az első terrorbombázásra, amikor a német Zeppelinek London és más angol városok ellen intéztek támadást. A lakosság körében kialakult pánik miatt számos vadászrepülő-századot kellett a nyugati frontról visszairányítani Angliába.

### Víz
1915 februárjától a németek a tengeralattjárókat vetették be a brit hajózás ellen, hogy az utánpótlást szállító konvojok megsemmisítésével kényszerítsék térdre a briteket. Amikor a németek rájöttek, hogy az Egyesült Államok civil hajókon fegyvereket és más utánpótlást szállít a briteknek, a németek kihirdették a szövetséges hajók elleni "korlátlan tengeralattjáró-háborút". Ezt követően a németek minden szövetséges hajót elsüllyesztettek, amivel csak találkoztak.
Ellenük a britek számos tengeralattjáró-elleni fegyvert és eszközt fejlesztettek, többek között a mélységi bombát, a víz alatti aknát, a szonárt és a lehallgató-berendezést, illetve az első vadász-tengeralattjárót ( (HMS R-1, 1917).

### Katonai optika
Elsősorban a német optikai ipar, jelentős fejlődésen ment keresztül a világháború előtt és alatt. A német tengeralattjárók a periszkóppal, a német tisztek a Bausch & Lomb amerikai távcsővel, a brit tisztek az 1910-ben megvásárolt német Zeiss-távcsövekkel kitűnően tudták követni a harci cselekményeket a lövészárkokból.
A Goerz, Voigtlander, M. Hensoldt & Sohne, E.Leitz (Leica), Carl Zeiss cégek eszközei lettek a Német Birodalom fegyveres erőinek fő segítői.